# Nikołaj Baranski
Nikołaj Nikołajewicz Baranski (ros. Николай Николаевич Баранский, ur. 3 lipca?/15 lipca 1881 w Tomsku, zm. 29 listopada 1963 w Moskwie) – rosyjski geograf, uhonorowany tytułem „Zasłużony Działacz Nauki RFSRR” (1943).

## Życiorys
Był synem nauczyciela. Jako nastolatek związał się z socjaldemokratycznym ruchem rewolucyjnym, w 1898 wstąpił do SDPRR, w 1899 ukończył ze złotym medalem gimnazjum i podjął studia na Wydziale Prawa Tomskiego Uniwersytetu Imperatorskiego, z którego w 1901 został wydalony za udział w wystąpieniach studenckich. W 1902 założył syberyjską grupę rewolucyjnej socjaldemokracji, prowadził działalność partyjną w Jekaterynburgu, Omsku, Nowonikołajewsku, Samarze i Kijowie, uczestniczył w rewolucji 1905-1907 w Krasnojarsku i Czycie, 1906–1908 zajmował się działalnością rewolucyjną, za co trzykrotnie go aresztowano. W latach 1910–1914 studiował na Wydziale Ekonomicznym Moskiewskiego Instytutu Komercyjnego, potem pracował w Głównym Komitecie Związku Rolnego i Miejskiego, był w tym czasie związany z mienszewikami-internacjonalistami, w 1920 został bolszewikiem, 1919–1920 pracował w Najwyższej Radzie Gospodarki Narodowej i jednocześnie kierował gubernialnym oddziałem Ludowego Komisariatu Kontroli Państwowej w Czelabińsku, 1921-1925 był członkiem Kolegium Ludowego Komisariatu Inspekcji Robotniczo-Chłopskiej. Od 1918 zajmował się geografią ekonomiczną, 1921–1929 kierował katedrą Uniwersytetu Komunistycznego, napisał kilka podręczników geografii ekonomicznej ZSRR dla szkół średnich. W latach 1927–1930 był profesorem, a 1936–1940 kierownikiem katedry 2 Moskiewskiego Uniwersytetu Państwowego, założył katedrę geografii ekonomicznej na Moskiewskim Uniwersytecie Państwowym i brał udział w zakładaniu Wydziału Ekonomicznego na tym uniwersytecie. W latach 1929–1951 i ponownie 1956–1963 był profesorem, a 1929–1941 i 1943–1947 kierownikiem katedry Moskiewskiego Uniwersytetu Państwowego, 1932–1935 był dyrektorem Instytutu Geografii Moskiewskiego Uniwersytetu Państwowego. Założył (w 1934) i został redaktorem odpowiedzialnym pisma „Gieografija w szkole”, 1946–1963 był zastępcą przewodniczącego Moskiewskiej Filii Towarzystwa Geograficznego ZSRR. Pracował też w Wydawnictwie Literatury Zagranicznej. Był honorowym członkiem Towarzystwa Geograficznego ZSRR, Bułgarii, Jugosławii, Polski i Serbii. Został pochowany na Cmentarzu Nowodziewiczym.

## Odznaczenia i nagrody
- Medal Sierp i Młot Bohatera Pracy Socjalistycznej (28 marca 1962)
- Order Lenina (trzykrotnie - 1943, 1953 i 1962)
- Order Czerwonego Sztandaru Pracy (1945)
- Order „Znak Honoru”
- Nagroda Stalinowska (1952)

I medale.